# Aram Chaos
Aram Chaos es un cráter de impacto de grandes proporciones del planeta Marte situado en el extremo de Valles Marineris, a 2.6° norte y 21.5 oeste, con un diámetro de 283.81 kilómetros. Fue nombrado en 1976.
Varios procesos geológicos a lo largo de los siglos lo han reducido a una área circular de terreno Chaos. Distintas observaciones espectroscópicas desde la órbita indican la presencia de hematita, indicando la posibilidad de que hubiese un ambiente acuoso en el pasado.